# Хілько Федір Ілліч
Федір Ілліч Хілько (11 лютого 1925, Дармштадт — 8 квітня 1999, Київ) — український розвідник-нелегал. Близько 17 років знаходився на нелегальній роботі, виконував завдання Першого головного управління КДБ СРСР, у зовнішній розвідці. Виконував відповідальні завдання у Федеративній Республіці Німеччина, інших країнах Європи.

## Життєпис
Народився 11 лютого 1925 року у родині робітника цегельного заводу у німецькому поселенні Дармштадт Мелітопольського району Запорізької області.
Під час Другої світової війни воював у складі добровольчого комсомольського інженерного полку Південного фронту спершу рядовим, а згодом  командиром розвідувального взводу. Під час одного з рейдів йому з товаришами вдалося захопити в полон німецького генерала, а потім саме йому довелося бути перекладачем під час допиту. Через досконале знання німецької ним зацікавилася військова контррозвідка. У 1945 році був військовим перекладачем у підрозділі військової контррозвідки Групи радянських військ у Німеччині.
Після демобілізації працював на Мелітопольському дизельному (нині — моторному) заводі, де пройшов шлях від учня токаря до голови профспілкового комітету, а невдовзі — секретаря парткому заводу.
У 1957—1959 рр. — проходив спеціальну оперативну, правову, країнознавчу підготовку в Києві. З ранку до вечора вживався в образ німця, під виглядом якого йому потрібно було перебувати на першому етапі операції в НДР.
За легендою, розвідник виступав у ролі втікача до ФРН, щоб отримати спадщину, залишену йому далекою родичкою у вигляді рахунку в одному з банків і довічної частини доходів від роботи великої фірми. Ця легенда склалася за цілком несподіваного збігу обставин. Федір щиро перейнявся долею молодого німця — колеги по новій роботі, який почав спиватися, втратив інтерес до життя і поступово деградував як особистість. Йому вдалося повернути його до нормального життя, за що мати хлопця переоформила на нього спадщину, яку можна було отримати тільки за умови проживання у ФРН. А вона із сином не мали наміру виїздити з НДР. З цією метою вона знайшла для Хілька місце в своєму розгалуженому родоводі. Тепер, за однією з генеалогічних гілок, він став далеким родичем німецького промисловця, який заповів різні частки своїх прибутків численній рідні.

Могила на Байковому кладовищі

Згодом Хілько був переправлений через кордон, де отримав статус біженця і за повною програмою пройшов відповідні перевірки. Завдяки рекомендаційним листам і залишеній «спадщині» йому вдалося порівняно швидко завести необхідне коло знайомств. Минуло трохи часу, і він зарекомендувава себе солідним та успішним бізнесменом.
Основне завдання, полягало в добуванні інформації військово-політичного характеру. На це були зорієнтовані цінні інформатори, яких Федір Ілліч, як новий резидент нелегальної розвідки, прийняв від свого попередника.
У 1979—1988 рр. — працював у Києві в управлінні розвідки, займаючись підбором і підготовкою кандидатів у нелегальну розвідку. Навіть після звільнення у запас до останніх днів свого життя він брав участь у підготовці майбутніх українських розвідників.
Він відмовився від московської квартири, жив на зарплату полковника, а потім військову пенсію в Києві, тим часом на його закордонному банківському рахунку залишилися лежати сотні тисяч в іноземній валюті — їх не чіпали, підозрюючи, що рахунок можуть контролювати спецслужби.
Помер на 75-му році життя після другого інфаркту 8 квітня 1999 року. Похований разом з дружиною на Байковому кладовищі (ділянка № 49а, 50°25′1.74″ пн. ш. 30°30′4.83″ сх. д. / 50.4171500° пн. ш. 30.5013417° сх. д.).

## Нагороди та відзнаки
- Орден «За заслуги» ІІІ ступеня (Україна).
- Орден Червоної Зірки,
- Медаль «За бойові заслуги»,
- трьома бойовими орденами і медалями за участь у Другій світовій війні,